# Reinhard Wiesend
Reinhard Wiesend (* 25. Mai 1946 in Garmisch-Partenkirchen) ist Musikwissenschaftler und emeritierter Hochschullehrer.
Wiesend studierte Musikwissenschaft in München (u. a. bei Thrasybulos Georgiades) und wurde 1981 in Würzburg (bei Wolfgang Osthoff) promoviert, 1987 erfolgte die Habilitation. Anschließend war er u. a. in Venedig, Bayreuth und Palermo tätig. 2000–2007 leitete er das musikwissenschaftliche Institut der Universität Mainz.
Zu Wiesends Forschungsschwerpunkten gehören die Italienische Oper des 18. Jahrhunderts (darunter Joseph Martin Kraus, Johann Simon Mayr, Johann Adolf Hasse) sowie Hans Pfitzner.

## Publikationen (Auswahl)
- Die Notierungen der Musikbeispiele in den Münchner Guido-Handschriften, Schriftliche Hausarbeit für die Magisterprüfung, München 1971
- Studien zur Opera seria von Baldassare Galuppi. Werksituation und Überlieferung – Form und Satztechnik – Inhaltsdarstellung. Mit einer Biographie und einem Quellenverzeichnis der Opern, 2 Bde. (=Würzburger musikhistorische Beiträge 8), Tutzing 1984
- Siciliana. Literarische und musikalische Traditionen (Habilitationsschrift Würzburg 1986; maschinenschriftlich)